# سوامسکات، ماساچوست
سوامسکات(به انگلیسی: Swampscott) شهرکی در شهرستان اسکس ایالت ماساچوست می‌باشد که در سال ۱۸۵۲ بنیان‌گذاری شده‌است. این شهرک در سرشماری سال ۲۰۱۰ میلادی، ۱۳٬۷۸۷ نفر جمعیت داشته‌است.